# Johanes Maria Pujasumarta
Johannes Maria Trilaksyanta Pujasumarta, né le 27 décembre 1949 à Surakarta dans la province de Java central et mort à Semarang le 10 novembre 2015, est un évêque indonésien, archevêque de Semarang en Indonésie de 2010 jusqu'à son décès. 

## Biographie
Johannes Maria Trilaksyanta Pujasumarta est le 3e d'une famille catholique de 7 enfants. Son frère ainé Ignatius Ismartono est aussi prêtre chez les jésuites

### Formation
Il entre au petit séminaire de Mertoyudan puis au grand séminaire Saint-Paul à Yogyakarta jusqu'à son ordination le 25 juin 1977
De 1983 à 1987, il étudie la théologie spirituelle à l'université pontificale Saint-Thomas-d'Aquin de Rome jusqu'à l'obtention d'un doctorat.

### Principaux ministères
À la suite de son doctorat, il est nommé vicaire général de l'archidiocèse de Semarang.

### Évêque
Le 17 mai 2008, Benoît XVI le nomme évêque de Bandung. Il reçoit l'ordination épiscopale le 16 juillet 2008 des mains du cardinal Julius Riyadi Darmaatmadja, archevêque de Jakarta. 
Le 12 novembre 2010, Benoît XVI le transfère au siège archiépiscopal de Semarang.
Il est secrétaire général de la Conférence des évêques d’Indonésie.

### Décès
Il décède le 10 novembre 2015 à Semarang dans la province de Java central des suites d'un cancer de la gorge